# De Hoop (Garsthuizen)
De Hoop is een koren- en pelmolen ten zuiden van het dorpje Garsthuizen in de provincie Groningen.
De molen werd in 1839 gebouwd nadat zijn voorganger, een spinnenkopmolen met stelling was omgewaaid. De molen is tot de dood van de laatste beroepsmolenaar in 1970 in bedrijf geweest. In 1973 liet een particulier de molen geheel herstellen, waarbij de gehele onderbouw opnieuw werd opgemetseld. Sinds deze omvangrijke restauratie wordt de molen regelmatig door een vrijwillig molenaar in bedrijf gesteld. Na een brand in 1995 is de molen wederom volledig gerestaureerd. De huidige vrijwillig molenaar is tevens instructeur van het Gilde van Molenaars en geeft les aan aankomende molenaars.

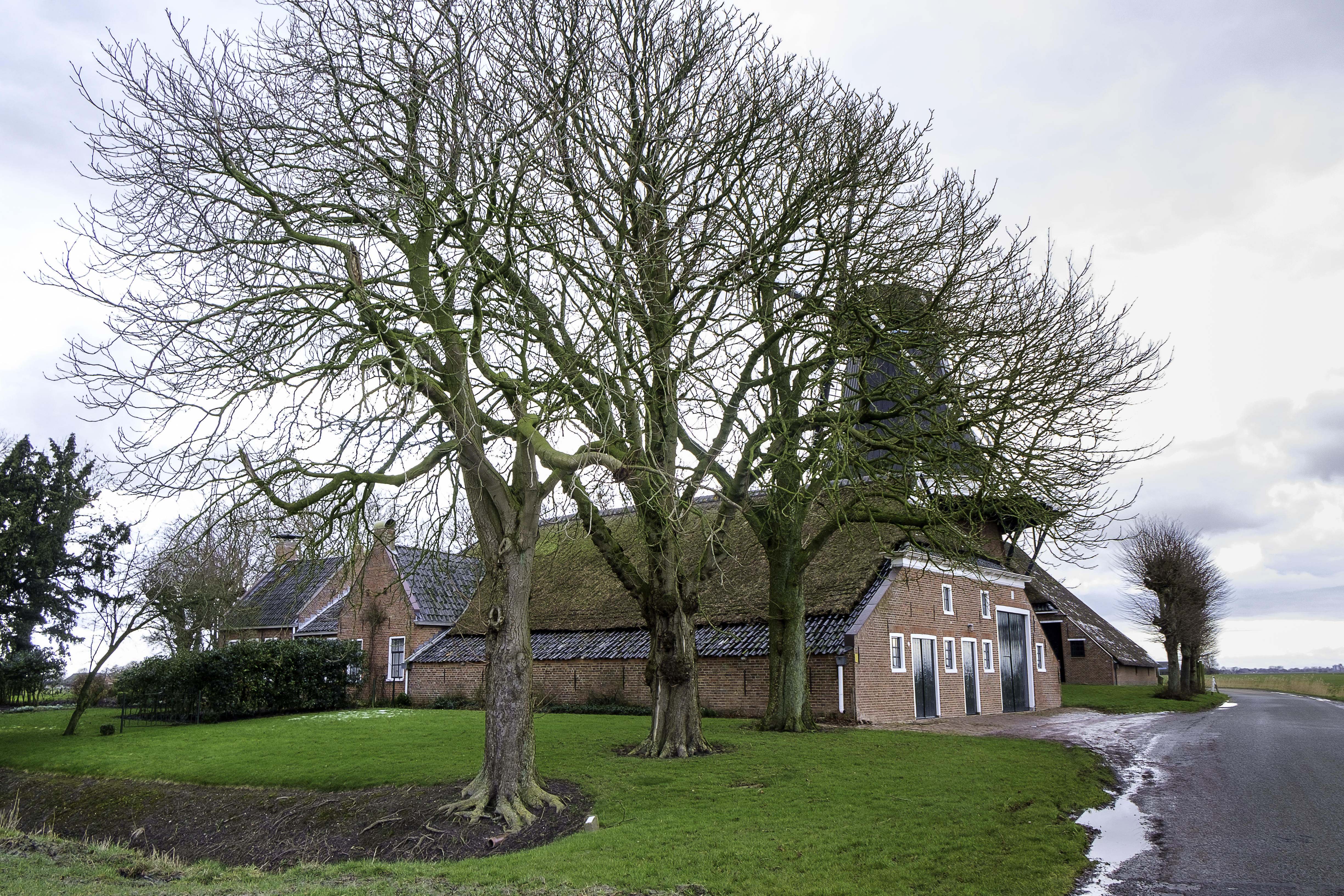
Zijaanzicht boerderij bij de molen
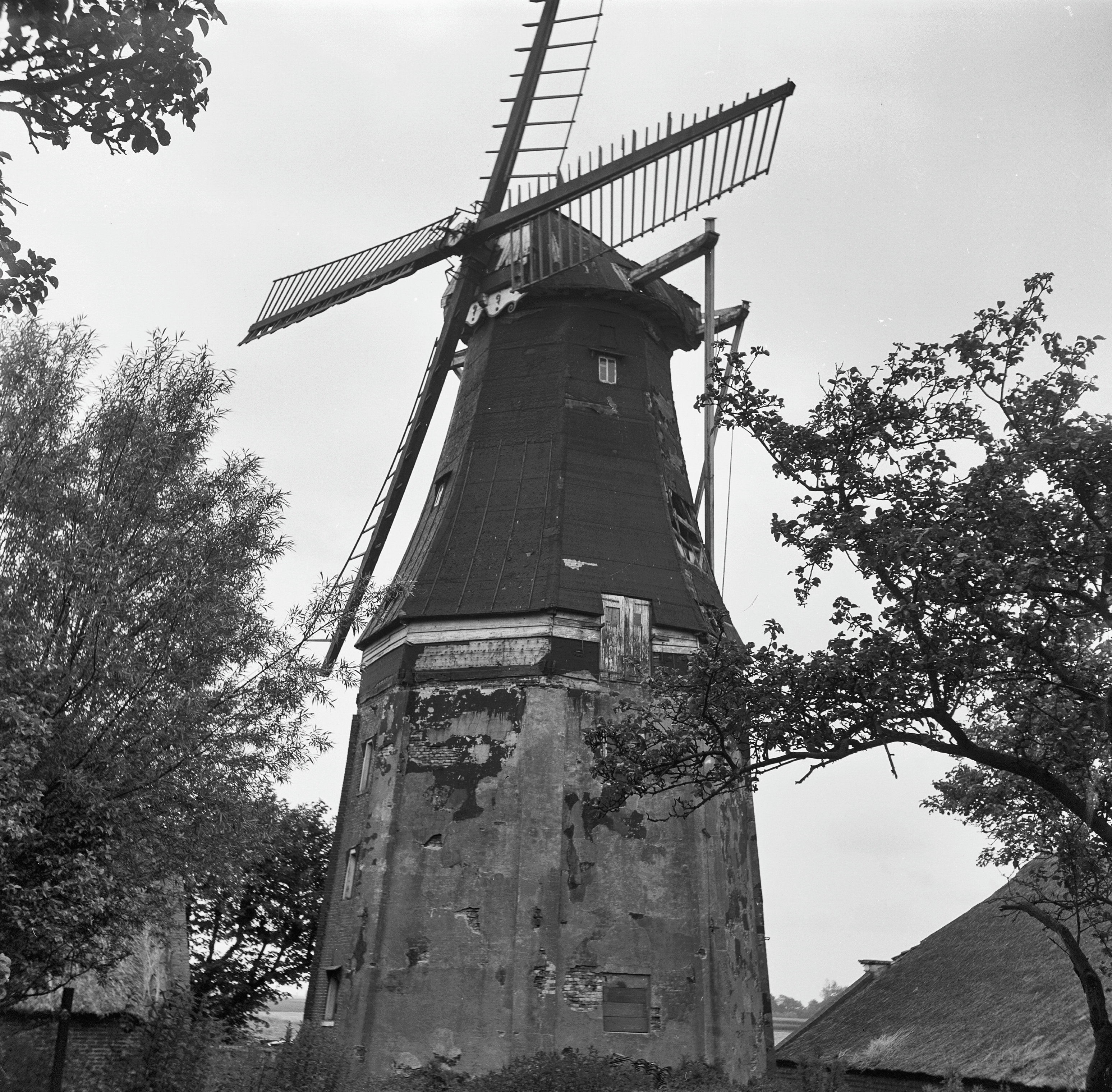
Oude molen in 1972
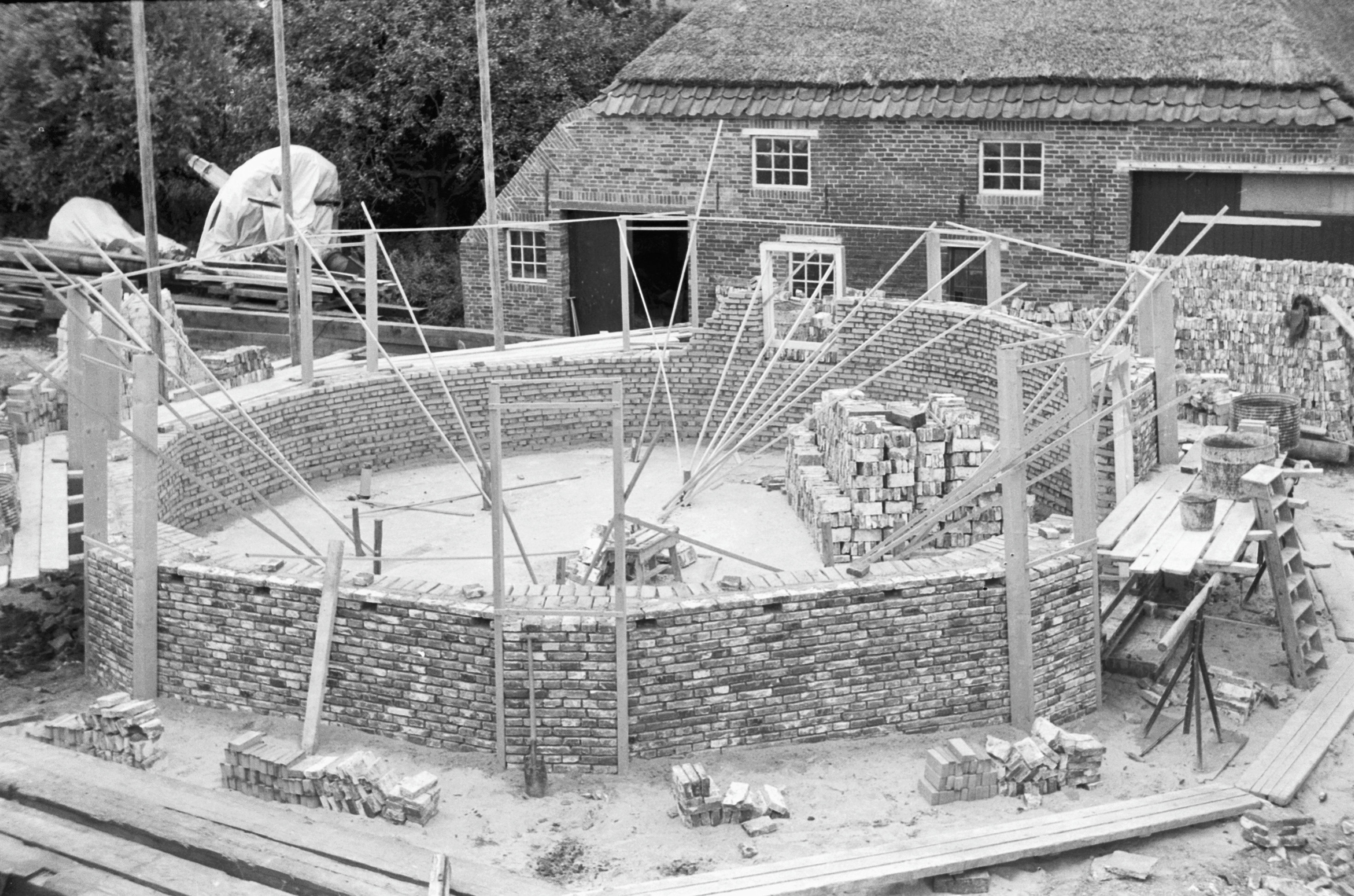
Opmetselen van de onderbouw van de nieuwe molen in 1973
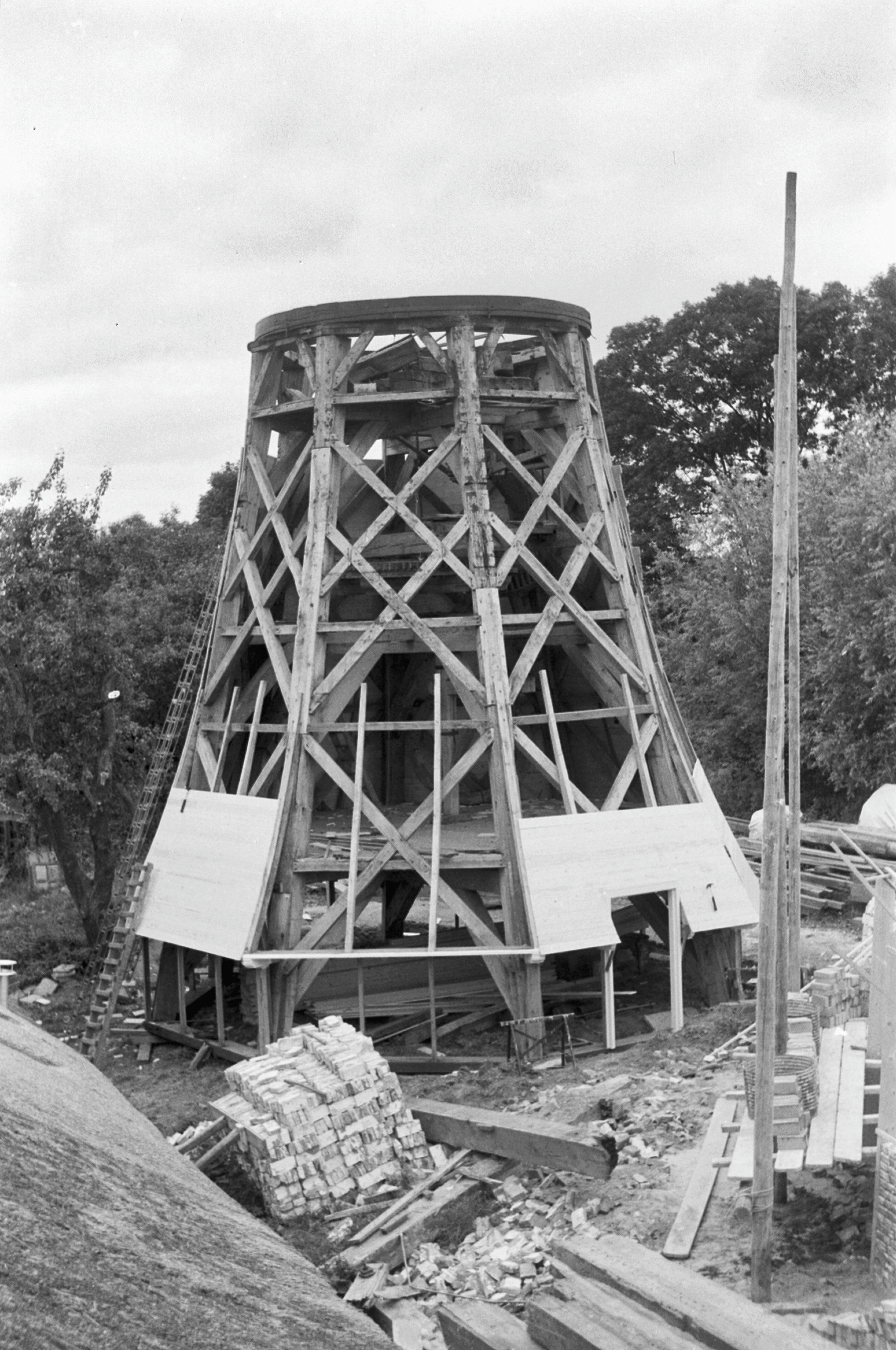
Opbouw achtkant in 1973